# Enrico Colantoni
Enrico Colantoni (Toronto, 14 februari 1963) is een Canadees acteur.
Colantoni ging naar de Universiteit van Toronto en later naar de American Academy of Dramatic Arts in New York, maar studeerde uiteindelijk af aan de Yale-universiteit.
Hij werd bekend door zijn rollen als Elliot DiMauro in de sitcom Just Shoot Me! en Keith Mars in Veronica Mars. Ook speelde hij rollen in films als Artificial Intelligence: A.I. en Galaxy Quest.

## Series en films
- 1987 Night Heat (Afl, The Wiseguy) als Rico Colantoni
- 1987 Friday The 13th (Afl. Root of All Evil) als Adrian
- 1989 The More You Know als zichzelf
- 1994 Law & Order (Afl. Censur) als Ron Blocker
- 1994 New York Undercover (afl After Shakespear) als David Kinsoling
- 1994 NYPD Blue (Afl. You Bet Your Life) als David Kinsoling
- 1995 Hope & Gloria als Louis Utz
- 1995 Money Train als Dooley
- 1996 Albino Alligator als Agent 3
- 1997 Life's Work (Afl. Neighbours) als Marty Cranepool
- 1997 The Member of the Wedding als Mr. Addams
- 1997 The Wrong Guy als Creepy Guy
- 1997 Cloned als Steve Rinker
- 1997 Just Shoot Me! als Elliot DiMauro
- 1998 Divorce: A Contemporary Western als Barry
- 1998 Screwed: A Hollywood Bedtime Story als Jack Driscoll
- 1999 Stigmata als Father Dario
- 1999 Galaxy Quest als Mathesar
- 2002 The Wayne Brady Show als zichzelf
- 2004 Veronica Mars als Keith Mars
- 2005 I Love The 90's: Part Deux als zichzelf
- 2008 Céline: The Movie als René Angélil
- 2008 Flashpoint als Gregory Parker
- 2011-2016 Person of Interest als Carl Elias
- 2019 A Beautiful Day in the Neighborhood als Bill Isler

- Gemeinsame Normdatei: 1079425993
- International Standard Name Identifier: 0000 0000 4649 5759
- Library of Congress Control Number: no2002040087
- Virtual International Authority File: 41507210
- WorldCat: E39PBJdM83ybWfqxXQQXVDdmh3